# Seznam uměleckých realizací ve veřejném prostoru v Kamýku (Praha)
Seznam uměleckých realizací v Kamýku v Praze 12 obsahuje tvorbu výtvarných umělců umístěnou ve veřejném prostoru v katastrálním území Kamýk. Seznam je řazen podle ulic a nemusí být úplný.

## Seznam uměleckých realizací
| Název                                                                    | Fotografie                                                                         | Lokace                                                  | Autor                                                                          | Rok       | Popis                                                              | Poznámka                                               |
| ------------------------------------------------------------------------ | ---------------------------------------------------------------------------------- | ------------------------------------------------------- | ------------------------------------------------------------------------------ | --------- | ------------------------------------------------------------------ | ------------------------------------------------------ |
| Sedící dívka                                                             | Kategorie „Sedící dívka (Lubomír Růžička)“ na Wikimedia Commons                    | Durychova 845/26 50°1′0,33″ s. š., 14°26′36,93″ v. d.   | Lubomír Růžička Stanislav Zippe                                                | 1984      | socha, pískovec                                                    | volný prostor                                          |
| Strukturální porcelánová stěna a skupina žardiniér pro nákupní středisko | Kategorie „Porcelánová stěna (Hladíková, Mírová, Rychlíková)“ na Wikimedia Commons | Freiwaldova 627/1 50°0′32,82″ s. š., 14°27′14,61″ v. d. | Lydie Hladíková (1925–1994) Děvana Mírová (1922–2003) Marie Rychlíková (*1923) | 1984      | dekorativní stěna a skupina žardiniér, porcelán                    | Obchodní centrum Obzor, z velké části zakryto          |
| Tři psi                                                                  |                                                                                    | Imrychova 937/15 50°0′49,26″ s. š., 14°25′45,38″ v. d.  | Hedvika Ilečková-Hendrychová (*1940)                                           | 1985      | herní prvek, glazovaná keramika                                    | realizováni pouze dva psi, místo třetího později kočka |
| Plastika s rostlinnými motivy                                            | Kategorie „Plastika s rostlinnými motivy (Jan Hendrych)“ na Wikimedia Commons      | Imrychova 985/6 50°0′53,74″ s. š., 14°25′43,54″ v. d.   | Jan Hendrych (*1936)                                                           | 1987      | socha, pískovec                                                    | atrium nákupního střediska Těšíkova                    |
| Fontána v atriu areálu Policejní akademie ČR                             |                                                                                    | Lhotecká 559/7 50°1′0,29″ s. š., 14°25′53,57″ v. d.     | ing. arch. Pavel Bárta                                                         | 1974–1982 | fontána, žula                                                      | atrium                                                 |
| Matka s dítětem                                                          |                                                                                    | Na dlouhé mezi 50°1′3,28″ s. š., 14°25′23,4″ v. d.      | František Vlach (*1941)                                                        | 2000      | socha, pískovec                                                    | Sanatorium Pronatal                                    |
| Rozhovor                                                                 | Kategorie „Rozhovor (Zdeněk Jílek)“ na Wikimedia Commons                           | Písnická 760/11 50°1′8,38″ s. š., 14°26′29,37″ v. d.    | Zdeněk Jílek                                                                   | 1984      | sousoší, pískovec                                                  | areál základní školy                                   |
| Plastika s rostlinnými motivy                                            |                                                                                    | Písnická 761/7 50°1′4,5″ s. š., 14°26′40,08″ v. d.      | Zdeněk Vodička (*1931) Josef Hampl (1932-2019)                                 | 1984      | plastika, pískovec                                                 | atrium zdravotního střediska                           |
| Lidé na stanici (†)                                                      |                                                                                    | Písnická 50°1′5,48″ s. š., 14°26′31,95″ v. d.           | Alois Sopr (1913–1993)                                                         | 1984      | reliéf, glazovaná keramika                                         | zničeno                                                |
| Květ                                                                     | Kategorie „Květ (Petr Trmač)“ na Wikimedia Commons                                 | Pšeničkova 797/3 50°0′49,38″ s. š., 14°26′44,52″ v. d.  | Petr Trmač                                                                     | 1984      | socha, vápenec                                                     | atrium obchodního střediska                            |
| Mládí                                                                    | Kategorie „Mládí 2 (Jan Bartoš)“ na Wikimedia Commons                              | Smolkova 565/8 50°0′27,96″ s. š., 14°27′8,47″ v. d.     | Jan Bartoš Jiří Genzer                                                         | 1984      | sousoší, hořický pískovec                                          | areál základní školy                                   |
| Kohouti (Páv)                                                            |                                                                                    | Smolkova 579/1 50°0′32,32″ s. š., 14°27′0,34″ v. d.     | Jitka Vrbová (*1941)                                                           | 1983      | mozaika, prefabrikované skleněné kostky, smaltované mozaikové sklo | zahrada mateřské školy                                 |
| Keramické reliéfní plastiky pro mlhoviště                                |                                                                                    | Smolkova 566/4 50°0′29,14″ s. š., 14°27′1,75″ v. d.     | Renata Oleríny (1932–1989)                                                     | 1984      | socha, keramika                                                    | mateřská škola                                         |
| Ptáček                                                                   | Kategorie „Ptáček (Jindřiška Radová, Pravoslav Rada)“ na Wikimedia Commons         | Smotlachova 580/1 50°0′35,33″ s. š., 14°26′59,24″ v. d. | Jindřiška Radová (*1925) Pravoslav Rada (1923–2011)                            | 1984      | socha, keramika                                                    | mateřská škola (zbořena 11/2020)                       |
| Reliéf (†)                                                               |                                                                                    | Vosátkova 50°0′53,95″ s. š., 14°26′15,45″ v. d.         | Adolf Havelka (1930–2015)                                                      | 1978      | reliéf, plech                                                      | obchodní centrum                                       |
| Domovní znamení Klisna a hříbátko pro MŠ Zárubova                        |                                                                                    | Zárubova 952/ 10 50°0′52,22″ s. š., 14°26′5,43″ v. d.   | Josef Hvozdenský                                                               | 1984      | domovní znamení, bronz                                             | areál mateřské školy                                   |
| Kovový reliéf a sluneční hodiny                                          |                                                                                    | Zárubova 977/17 50°0′51,18″ s. š., 14°25′57,71″ v. d.   | Adolf Havelka (1930–2015)                                                      | 1977      | reliéf, kov                                                        | základní škola                                         |